# الکساندروو
الکساندروو (به لاتین: Aleksandrovo) یک منطقهٔ مسکونی در بلغارستان است که در شهرستان لووچ واقع شده‌است.